# Thommo Reachea I
Thommo Reachea I (sinh năm 1446 - mất năm 1494) hay (sinh năm 1446 hoặc 1456 qua đời 1494 hoặc 1504) , là vua của Campuchia từ 1474 để 1494 hay từ 1478 để 1504 dưới tên triều đại là "Dharmaraja I".

## Tiểu sử
Thommo Reachea là con trai thứ ba của vua Ponhea Yat Soryopor I Barom Reachea I với một công chúa Xiêm.
Khi anh trai là vua Srey Reachea Ramathuppdey (Srey Reachea Reamea Thipadey) phải đối mặt với cuộc nổi loạn của người cháu trai được người Xiêm ủng hộ là Soriyotei II từ đầu triều đại của mình, Thommo Reachea đã giao cho chức nhiếp chính (1473), với nhiệm vụ tổ chức kháng chiến trong khi vua anh phải đối mặt quân xâm lược ở phía bắc đất nước.
Thommo Reachea đóng quân ở Phnom Penh, nơi ông ta nắm giữ các biểu tượng của hoàng gia (Preah Khan Reach) và thay vì chiến đấu với kẻ thù, ông ta đã hợp tác cùng với người Xiêm để chiếm các tỉnh của trung tâm và phía nam Campuchia. Hai đội quân Xiêm tiến vào đất nước Campuchia, một bằng đường biển và một đội quân khác do Boromotrailokanat của Vương quốc Ayutthaya  điều khiển bằng đường bộ qua đường Battambang; họ chiếm đất nước trong bốn năm (1473-1477).
Quân đội của Thommo Reachea và các đồng minh của ông ta tiến đánh vị vua hợp pháp tại Samrong Tong, nơi vua anh là Srey Reachea Ramathuppdey quyết định đầu hàng để tránh một cuộc chiến huynh đệ tương tàn. Soriyotei II, người cháu họ đã tự xưng là vua tại Srey Santhor, cũng tự xin với vua Xiêm để cho mình làm vua Campuchia.
Vua Xiêm Boromotrailokanat sau đó chỉ công nhận Thommo Reachea I là vua Campuchia. Các vua Srey Reachea Ramathuppdey và Soriyoteï II bị trục xuất sang Xiêm và lần lượt chết trong năm 1484 và 1479 hay 1489.
Thommo Reachea được ca ngợi bởi "Biên niên sử Hoàng gia Campuchia" do lòng yêu Phật giáo của mình và sự yêu mến kinh Phật. Ông ta tỏ ra là một chư hầu trung thành với vương quốc Xiêm khi mà ông từ bỏ chủ quyền của mình ở tỉnh Korat và Chantaboun.

## Gia quyến
Thommo Reachea đã có một vài người vợ:
1) Chị gái cùng cha khác mẹ của mình là Công chúa Sri Thida Rajavi
- Damkhat Sokonthor

2) Công chúa Maya Devi Buba có
- Ang Chan I

## Biểu chương hoàng gia Campuchia (Preah Khan Reach)
Một trong những biểu chương của hoàng gia Campuchia là thanh kiếm Preah Khan Reach.
Năm 1784, Tể tướng Campuchia lúc ấy là Chao Phraya Abhaya Bhubet (Chiêu Chùy Biện) khi dẫn ấu chúa Ang Eng chạy sang Xiêm đã mang theo thanh kiếm Preah Khan Reach. Tuy nhiên, Biện còn dâng lên vua Rama I một thanh kiếm khác, bảo rằng do một người dân nhặt được khi kéo lưới ở hồ Tonlé Sap. Thanh kiếm này được vua Rama I chọn làm một trong những biểu chương hoàng gia Xiêm, gọi là Thanh kiếm Chiến thắng, Phra Saeng Khan Chaiyasi (พระแสงขรรค์ชัยศรี).

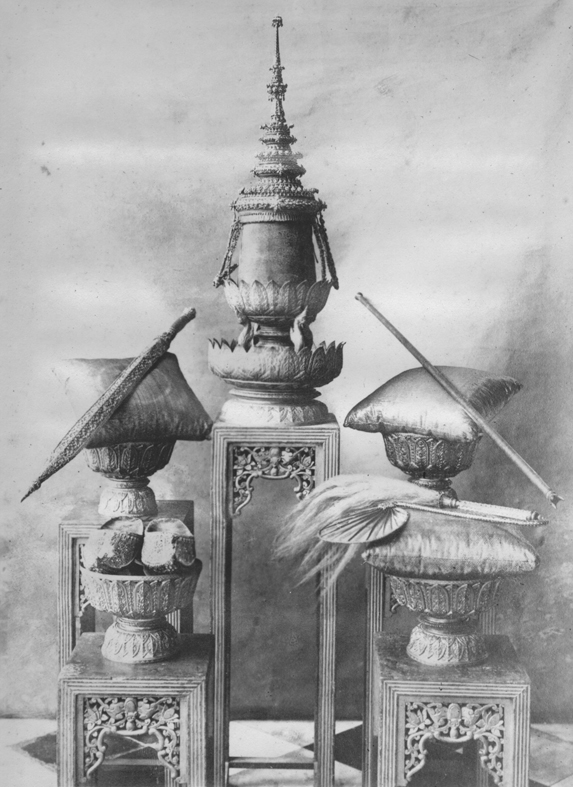
Biểu chương hoàng gia Thái Lan.

Năm 1794, vua Rama mới cho Ang Eng trở về nước và cho mang theo thanh kiếm Preah Khan Reach để làm lễ đăng cơ. Tuy nhiên, Kenneth T. So đặt nghi vấn rằng thanh kiếm Preah Khan Reach mà Ang Eng mang về là bản sao, thanh kiếm thật sự đã bị Xiêm lấy mất và bịa ra câu chuyện nhặt được.

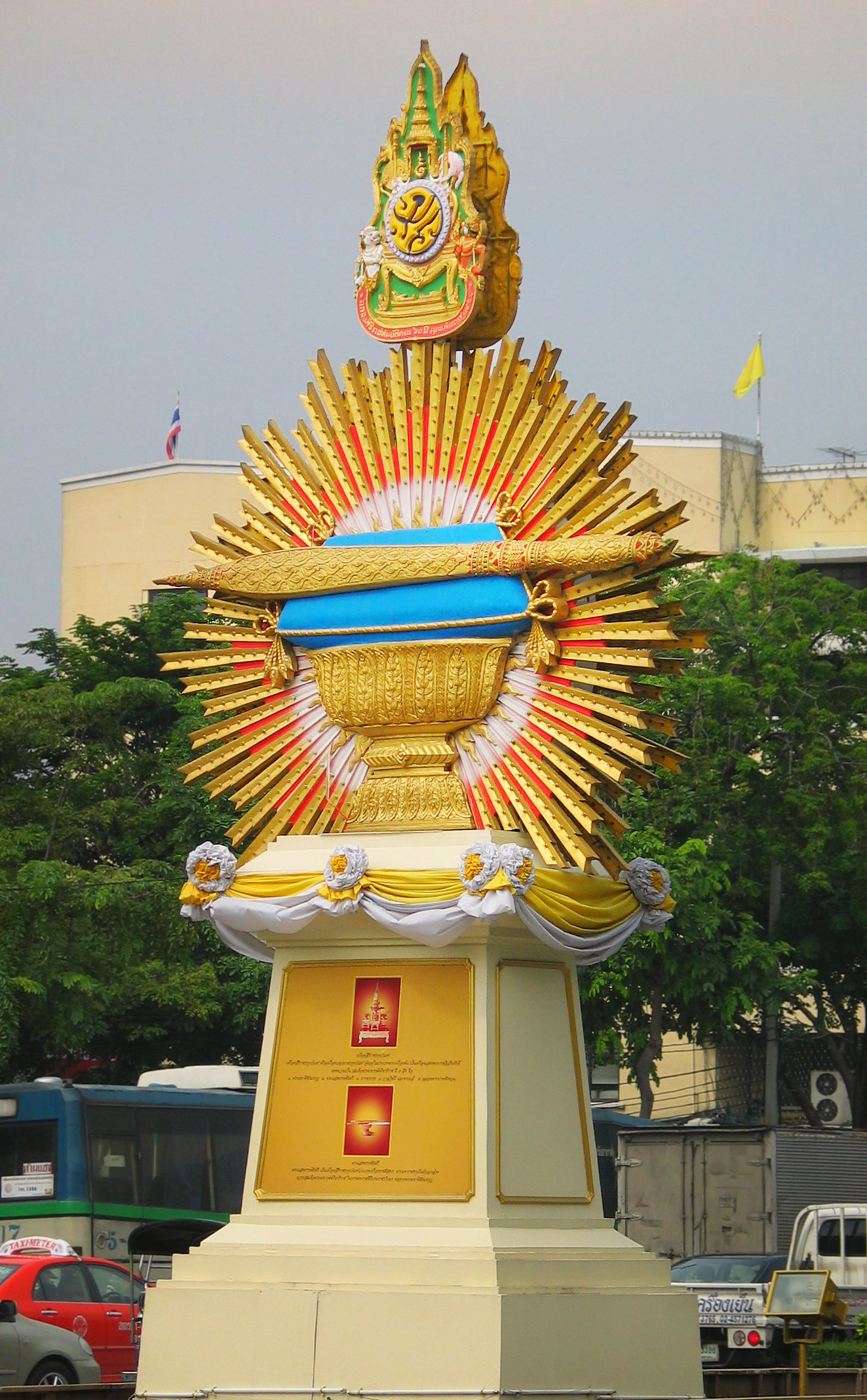
Bức tượng Bảo kiếm ở Thái Lan.